# جون باول (سياسي أمريكي)
جون باول هو محامي وقاضي وسياسي أمريكي، ولد في 30 يونيو 1839 في مقاطعة روكنغهام في الولايات المتحدة، وتوفي في 1 نوفمبر 1901 في هاريسونبورغ في الولايات المتحدة. نشط حزبياً في Readjuster Party ‏. وقد انتخب عضو مجلس نواب الولايات المتحدة عن ولاية فرجينيا ‏ وانتخب عضو مجلس ولاية فرجينيا ‏ وانتخب عضو مجلس النواب الأمريكي ‏.